# Новоганцевицька Рудня
Новоганцевицька Рудня — (біл. вёска Новаганцеўіцка Рудня), село (веска) в складі Логойського району розташоване в Мінській області Білорусі, підпорядковане Каміньській сільській раді.
Село Новоганцевицька Рудня розташоване в центральних районах Білорусі, у північній частині Мінської області - орієнтовне розташування [Архівовано 11 червня 2020 у Wayback Machine.].